# 울트라마라톤

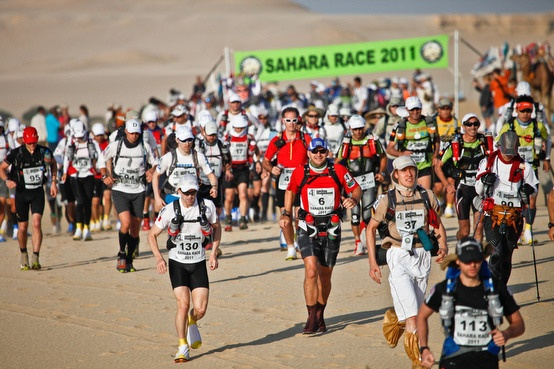

울트라마라톤(ultramarathon)은 일반 마라톤 경주 구간인 42.195 km 이상을 달리는 스포츠다. 서울에서 부산까지, 도쿄에서 아오모리까지 달리는 것도 엄밀히 말해서 울트라마라톤에 속한다.
울트라마라톤에는 두 가지 타입이 있다. 하나는 특정 거리(예를 들면 50 km나 100 km)를 달리는 것이고, 다른 하나는 특정 시간 동안(예를 들면 24시간이나 48시간) 달리는 것이다. 후자의 경우에는 물론, 정해진 시간 동안 더 먼 거리를 달린 선수가 승자가 된다. 
국제 울트라 러너스 협회(IAU: International Association of Ultra Runners)에서는 50 km, 100 km, 24시간, 48시간 경주에 대해 각각 세계 선수권 대회를 개최하고 있다. 가장 긴 거리를 달리는 대회로는 미국에서 개최되는 3100마일(4989 km)을 달리는 대회가 있다. 
100 km 대회 세계 기록은 남자의 경우 일본의 스나다 다카히로(砂田貴裕)가 보유한 6시간 13분 33초이고, 여자의 경우 역시 일본의 아베 도모에(安部友恵)가 보유한 6시간 33분 11초이다.

## 같이 보기
- 사하라 사막 마라톤(영어판)